# Pokupsko
Pokupsko es un municipio de Croacia en el condado de Zagreb.

## Geografía
Se encuentra a una altitud de 142 m s. n. m. a 52 km de la capital nacional, Zagreb.

## Demografía
En el censo 2011, el total de población del municipio fue de 2239 habitantes, distribuidos en las siguientes localidades:
- Auguštanovec - 125
- Cerje Pokupsko - 87
- Cvetnić Brdo - 37
- Gladovec Pokupski - 162
- Hotnja - 235
- Lijevi Degoj - 67
- Lijevi Štefanki - 222
- Lukinić Brdo - 340
- Opatija - 144
- Pokupsko - 237
- Roženica - 306
- Strezojevo - 154
- Šestak Brdo - 76
- Zgurić Brdo- 47